# 나카조네촌 (미야기현)
나카조네촌(中埣村)은 일본 미야기현 도다군에 설치되었던 촌이다. 현재의 미사토정에 해당한다.